# Labor-Informations- und Management-System

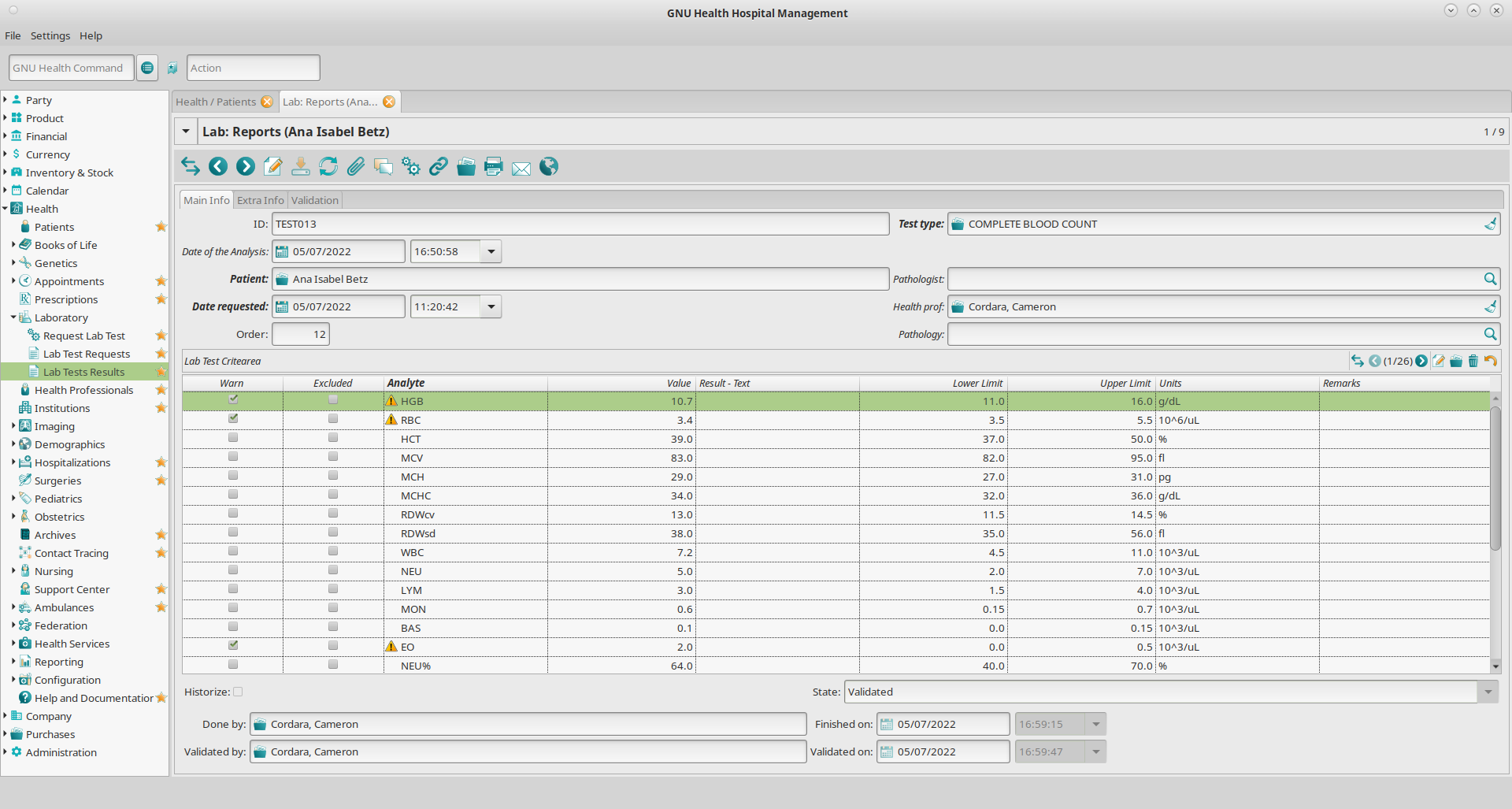
Das LIMS des GNU-Projektes: Occhiolino

Labor-Informations-Management-Systeme (kurz LIMS) sind EDV-Anwendungen für die Verwaltung von Daten und die Unterstützung von Arbeitsabläufen in Laboren, die probenorientiert arbeiten wie beispielsweise Analytik-Labore. LIMS unterstützen die Bearbeitung der Proben und die damit verbundenen Arbeitsabläufe. Sie bieten eine transparente Verfolgung der Proben über den gesamten Bearbeitungszyklus der Proben im Labor, gestalten den Laborbetrieb effizient und gewährleisten angemessenes Qualitätsmanagement in regulierten Umgebungen.
LIMS werden in unterschiedlichen Arten von Laboren mit unterschiedlichen Aufgabenstellungen eingesetzt. Solche Labore müssen eine Vielzahl von Aufgaben erfüllen und sind meist in eine heterogene Infrastruktur integriert. Entsprechend komplex und vielfältig gestalten sich die Arbeitsabläufe. Aufgabe der LIMS ist es, diese Ablaufprozesse zu unterstützen, die anfallenden Daten sicher zu speichern und Funktionalitätsmodule für die diversen Teilprozesse bereitzustellen. Sie benötigen daher flexibel an die jeweiligen Anforderungen anpassbare Architekturen und konfigurierbare Schnittstellen zum Austausch von Daten mit anderen Systemen.
Der Markt bietet zahlreiche kommerziell verfügbare LIMS mit jeweils individuellen Funktionalitäts-Schwerpunkten. Die LIMS-Funktionalität ist nicht standardisiert. Die Einführung eines solchen Systems gestaltet sich meist komplex und aufwändig. Arbeitsabläufe im Labor und LIMS müssen aufeinander abgestimmt, LIMS entsprechend konfiguriert werden.

## Abgrenzung
Ein Schwerpunkt der LIMS-Funktionalität liegt in der Probenverfolgung, d. h. der Verfolgung und Speicherung von Informationen über eine Probe über den gesamten Zeitraum, in dem die Probe sich im Labor befindet. LIMS kommen daher vorwiegend in Laboren zum Einsatz, die probenorientiert arbeiten und festgelegten Arbeitsabläufen folgen. Solche Labore erhalten Proben, die je nach Aufgabengebiet Prüfungen (Tests) unterzogen werden, um beispielsweise Aussagen zu Struktur, zu Eigenschaften oder zu Inhaltsstoffen von Proben zu gewinnen. LIMS verarbeiten überwiegend strukturierte Daten.
Im Gegensatz dazu stehen in Forschungslaboren Experimente (Versuche) und Versuchsreihen mit häufig wechselnden Arbeitsabläufen im Vordergrund. Hier kommen elektronische Laborjournale (Englisch Electronic Lab Notebook, kurz ELN) zum Einsatz. In Forschungslaboren überwiegen unstrukturierte Daten, Formulare, Tabellen und Bilder.
Bei kommerziell verfügbaren Systemen verwischen häufig die Grenzen zwischen LIMS und ELN. LIMS weisen teils ELN-Funktionalität auf und umgekehrt.
Viele Labore nutzen neben LIMS oder ELN je nach Aufgabenstellung weitere Labordatensysteme für spezielle Einsatzzwecke:
- SDMS (Scientific Data Management System): spezialisierte Softwarelösungen für die Auswertung wissenschaftlicher Experimente und die Verwaltung entsprechender Daten.
- CDS (Chromatographiedatensystem, englisch Chromatography Data System): Systeme zur Steuerung von Chromatographen und zur Erfassung und Auswertung von Chromatographiedaten.
- LES (Laboratory Execution System): Anwendungen zur systematischen Unterstützung und Dokumentation von Labortätigkeiten nach vorgegebenen Arbeitsanweisungen.
- Geräte-Software: Software zur Steuerung von Messgeräten und zur Erfassung der entsprechenden Messdaten.
- LMS (Laboratory Management System) und LIS (Laboratory Information System) werden manchmal alternativ zum Begriff LIMS verwendet. LIS kommen vorwiegend in forensischen und klinischen Laboren zum Einsatz. Sie enthalten spezifische Funktionen, die sich auf Personen und nicht wie bei LIMS auf Proben beziehen.

LIMS verfügen in der Regel über Schnittstellen zur Integration solcher Labordatensysteme. Insbesondere CDS werden häufig bidirektional an LIMS angebunden. CDS erhalten Informationen zu den Proben, die an den Messgeräten zur Bearbeitung anstehen, vom LIMS und liefern nach erfolgter Messung Ergebnisse zurück an LIMS.

## Einsatzgebiete und Arbeitsabläufe
Haupteinsatzgebiet für LIMS sind probenorientiert arbeitende Labore. Dies sind häufig Dienstleistungslabore wie z. B. Analytik-Labore. Die Arbeitsabläufe zeichnen sich dadurch aus, dass diese Labore Proben erhalten, mit dem Ziel diese bestimmten Prüfungen (Tests) zu unterwerfen und die Ergebnisse entsprechend auszuwerten und zu dokumentieren.
Die Arbeitsabläufe in solchen Laboren lassen sich vereinfacht wie folgt gliedern:
- Das Labor erhält Arbeitsaufträge von seinen Kunden; der Kunde verschickt entsprechend Proben an das Labor.
- Eingang der Proben im Labor; hierbei werden Angaben zu den Proben (wie z. B. Bezeichnung und Herkunft) erfasst, und die Proben mit einer eindeutigen Probenummer versehen.
- Planung des Untersuchungsumfangs und des Untersuchungsablaufs; Festlegung der durchzuführenden Prüfungen.
- Verteilung der Proben auf die Laborarbeitsplätze bzw. die Messgeräte, an denen die jeweils geforderten Messungen durchgeführt werden können.
- Durchführung der Messungen und Erfassung der Messdaten.
- Auswertung der Messdaten und Dokumentation der Ergebnisse.
- Erstellung eines Ergebnisberichts, der die Ergebnisse der Einzelmessungen in einer übersichtlichen Form zusammenstellt.
- Überprüfung und Freigabe der Ergebnisse und des Ergebnisberichts.
- Versand des Ergebnisberichts an den Auftraggeber.
- Archivierung der Daten bei Bedarf.

Beispiele:
Dienstleistungslabore oder Servicelabore erhalten Aufträge von ihren Kunden. Zu den Aufträgen werden Proben geliefert, die das Labor gemäß Auftragsangaben bearbeiten muss. Ziel der Untersuchung ist es, Aussagen zu Struktur, zu Eigenschaften oder zu Inhaltsstoffen der Proben zu gewinnen. Beispielsweise kann ein Wasserlabor Trinkwasserproben, die es von einem Wasserwerk erhält, mittels chemischer und mikrobiologischer Analyseverfahren auf Inhaltsstoffe überprüfen und Aussagen zur Wasserqualität treffen.
Viele Chemie- und Pharmafirmen verfügen über Prüflabore oder Qualitätskontroll-Labore. Diese erhalten Proben aus den Produktionsbetrieben, die nach festgelegten Kriterien zu prüfen sind. Beispielsweise muss eine Pharmafirma jede Charge eines Medikaments, die produziert wird, prüfen, ob sie die Qualitätsanforderungen erfüllt. Prüflabore übernehmen diese Aufgabe und ermitteln die Daten, die zur Freigabe der Charge für den Verkauf erforderlich sind.
Ein Baustoffhersteller beauftragt ein Untersuchungslabor seine Baustoffe zu prüfen. Dies können z. B. Fliesen sein, die auf Bruchfestigkeit, Abriebfestigkeit, Rutschhemmung etc. geprüft werden müssen.
Ärzte verschicken Blutproben an ein klinisches Labor. Das Labor misst die vom Arzt gewünschten Blutwerte und meldet die Ergebnisse zurück.

## LIMS in regulierten Umgebungen
Viele Labore, die LIMS einsetzen, arbeiten in einer regulierten Umgebung und müssen entsprechende Qualitätsmanagementnormen einhalten.
- Prüf- und Qualitätskontroll-Labore sichern in vielen Bereichen die Qualität von Produkten und unterliegen daher je nach Typ des Labors und der zu prüfenden Produkte unterschiedlichen Regelungen bzw. Qualitätsmanagementnormen wie GLP, GMP, GAMP, 21 CFR Part 11, ISO 9001 oder ISO 17025. Z.B. sind bei der Produktion von Arzneimitteln und Wirkstoffen, aber auch bei Kosmetika, Lebens- und Futtermitteln die GMP-Richtlinien einzuhalten.[4][5][6]
- In der Laboratoriumsmedizin müssen Labore die „Richtlinie der Bundesärztekammer zur Qualitätssicherung laboratoriumsmedizinischer Untersuchungen – Rili-BÄK“ einhalten.[14]

Da LIMS das zentrale EDV-System in solchen Laboren darstellt, kommt ihm im Rahmen der rechnerunterstützten Qualitätssicherung (CAQ) eine zentrale Rolle bei der Einhaltung der entsprechenden Qualitäts-Anforderungen zu. Beispielsweise müssen Laborressourcen wie z. B. Messgeräte regelmäßig gewartet und kalibriert, die entsprechenden Tätigkeiten anforderungsgemäß dokumentiert werden. Weiterhin muss sichergestellt werden, dass nur die Mitarbeiter ein Messgerät benutzen dürfen, die dafür geschult sind.
LIMS, die in solchen Prüflaboren zur Erfassung, Verarbeitung und Speicherung von Daten zum Einsatz kommen müssen validiert sein und Anforderungen wie z. B. Audit Trail unterstützen. Sie sichern damit die Integrität der Daten, die regel-konforme Abwicklung der Arbeitsabläufe und bilden das Rückgrat der Qualitätssicherung.

## LIMS-Funktionalität
Die LIMS-Funktionalität orientiert sich an den Arbeitsabläufen der Labore. Die meisten LIMS bieten daher konfigurierbare Funktionsmodule für die wesentlichen Ablaufschritte:
- Auftragserteilung: Dienstleistungslabore bieten häufig einen Onlineshop an, der mit dem LIMS verbunden ist oder Bestandteil des LIMS ist. Der Kunde kann über diesen Onlineshop Aufträge erteilen und die zugehörigen Proben an das Labor verschicken.
- Auftragserfassung: das Labor erfasst die eingehenden Proben im LIMS mit allen bekannten Angaben und versieht sie mit einer eindeutigen vom LIMS generierten Probennummer (z. B. mittels Barcode-Etikett).
- Auftragsplanung: das Labor legt die durchzuführenden Prüfungen (d. h. den Untersuchungsumfang) fest und plant deren Ablauf.
- Ergebniserfassung: Die bei den Messungen angefallenen Ergebnisse werden im LIMS erfasst. Dies kann manuell oder elektronisch erfolgen.
  - Durchführung der Messungen und Auswertung der Messdaten erfolgt außerhalb des LIMS an Messgeräten, die entweder über spezifische Geräte-Software verfügen oder in ein Labordatensystem eingebunden sind.
  - Der Austausch von Daten zwischen LIMS und Geräte-Software bzw. Labordatensystem kann manuell oder elektronisch durch Online-Anbindung über dedizierte Schnittstellen erfolgen.
  - Die Online-Anbindung von Messgeräten kann insbesondere bei hohen Probendurchsätzen wesentlich zu Effizienz und Qualität eines Labors beitragen.
- Ergebnisbericht: LIMS erzeugt voll- oder teil-automatisch einen Ergebnisbericht, der die Ergebnisse der Einzelmessungen in einer übersichtlichen Form zusammenstellt.
- Freigabe der Ergebnisse: Ein entsprechend berechtigter Mitarbeiter prüft nach Abschluss einer Messung die Ergebnisse und den Ergebnisbericht und erteilt die Freigabe.
- Ergebnisverteilung: Der Ergebnisbericht wird an den Auftraggeber geschickt.
- Archivierung: Alle Daten, die zu einem Auftrag gehören, werden bei Bedarf archiviert. Dies erfolgt häufig auch außerhalb des LIMS in einem dedizierten Archivsystem.

Darüber hinaus verfügen die kommerziellen Labor-Informations-Management-Systeme über eine Vielzahl weiterer Funktionsmodule wie beispielsweise
- Stammdaten- und Zugriffsrechte-Verwaltung
- Prüfmittelverwaltung
- Reporting-, Datenanalyse und Statistikmodule
- Stabilitätsprüfungen
- Qualitätsregelkarten
- Dokumentenverwaltung
- Rechnungserstellung zur Verrechnung der Laborleistungen an den Auftraggeber.
- Elektronische Signaturen
- Workflow-Support
- Assay-Datenmanagement

## Schnittstellen
Labore stellen keine isolierten Gebilde dar; sie sind vielmehr in ihrer jeweiligen Firma in eine vorhandene Infrastruktur eingebettet. Entsprechend bieten Labor-Informations-Management-Systeme diverse Schnittstellen zur Kommunikation mit anderen Systemen an bzw. verlangen sie.
- Schnittstellen zu ERP-Systemen auf Unternehmensebene ermöglichen den Austausch von Prüfaufträgen mit zugehörigen Material- und Spezifikationsdaten, ebenso wie Daten zur Freigabe geprüfter Produkte. Zudem kann die Leistungsverrechnung über das ERP-System laufen.
- Innerhalb eines Labors kommunizieren LIMS mit Messgeräten und Labordatensystemen und ermöglichen so einen papierlosen Datenaustausch zwischen diesen Systemen.
- Schnittstellen zu staatlichen und überstaatlichen Informationsquellen (z. B. der EU-Pestiziddatenbank) erlauben eine automatisierte Aktualisierung zu untersuchender Parameter. Dadurch kann flexibel auf Änderungen an verpflichtend einzuhaltenden Grenzwerten reagiert werden.
- Schnittstellen zu Dokumentenmanagement- und Archivsystemen erlauben es, Rohdaten und Dokumente gezielt abzulegen und dauerhaft zu archivieren.
- Schnittstellen zu Benutzerverwaltungssystemen (z. B. einem Benutzerverzeichnis Dienst wie LDAP oder eine Single Sign-on Lösung) ermöglichen es den Benutzern, sich mit denselben Logindaten wie bei anderer Software anzumelden. Zudem erlauben solche Anbindungen oft eine zentrale Zugriffskontrolle.
- Schnittstellen zu externen Systemen bieten z. B. die Möglichkeit Angebote und Rechnungen mit Kunden oder Daten mit behördlichen Stellen auszutauschen.

## Historie und Technologien
Bis in die 1970er Jahre erfolgte die Proben- und Datenverwaltung meist ohne EDV-Unterstützung in Papierform. Nach und nach begannen einige Firmen und Organisationen dedizierte computergestützte Lösungen zu entwickeln.
In den 1980er Jahren erschienen erste kommerzielle Systeme auf dem Markt mit Schwerpunktfunktionalität zur automatisierten Berichtserstellung. Zu den ersten LIMS-Anbietern gehörten die Firmen Hewlett Packard mit Labsam, Beckman mit CALS, Perkin Elmer mit LIMS 2000 und VG Instruments (heute Thermo Fisher Scientific) mit SampleManager. Der Funktionsumfang beschränkte sich meist auf die Verwaltung von Proben und die Erfassung von Analysedaten.
In den 1990er Jahren führte die Einführung von Client-Server Architekturen und von grafischen Oberflächen zur Erweiterung der Funktionalität und bot die Chance, die Laborprozesse dedizierter zu unterstützen.
Web-basierte Architekturen erweiterten in den 2000er Jahren erneut den Funktionalitätsumfang, teilweise über das Labor selbst hinaus; z. B. durch Einführung von Onlineshops zur Online-Bestellung von Untersuchungen.
LIMS haben sich seit den 1980er von einfachen Verfolgungstools (Tracking) für zu testende Proben zu komplexen Anwendungen entwickelt, mit denen viele Aspekte der Laborinformatik abgedeckt werden können. In den letzten Jahren integrierten die Hersteller von LIMS-Systemen zunehmend Funktionalitäten aus ursprünglich LIMS-fremden Bereichen wie z. B. elektronischen Laborjournalen (ELN) oder Dokumentenmanagementsystemen (DMS).
LIMS zeichnen sich durch eine hohe Transaktionsfrequenz aus und erfordern daher leistungsfähige Computersysteme.

## Marktsituation
Die meisten aktuellen LIMS-Anwendungen basieren auf relationalen Datenbanken und nutzen Client-Server-Konzepte oder Webtechnologien. Zunehmend verbreiten sich Cloud-basierte Systeme mit flexibler Skalierbarkeit. Selbst Open Source LIMS sind verfügbar.
Nach Schätzungen bieten nahezu 200 Hersteller Labor-Informations-Management-Systeme an. Der LIMS-Markt ist sehr diversifiziert. Nur wenige etablierte und international tätige Firmen halten nennenswerte Marktanteile. Viele kleinere Hersteller konzentrieren sich auf Marktnischen oder dedizierte Zielgruppen wie z. B. Speziallabore. Diese Marktsituation erschwert es Laboren, das am besten geeignete LIMS für ihren geplanten Einsatzzweck zu finden.
Kommerzielle LIMS benötigen bei Einführung einen hohen Anpassungsaufwand; die Anpassungskosten übersteigen meist die Grundkosten für Kauf und Installation des Systems.

## Bücher
- Joseph G.Liscouski; Computerized Systems in the Modern Laboratory: A Practical Guide; 2015; Herausgeber PDA/DHI; ISBN 1-933722-86-X.
- Shawn Douglas; The Complete Guide to LIMS and Laboratory Informatics: 2020 Edition; Herausgeber LabLynx Press
- Anastasius Moumtzoglou, Anastasia Kastania, Stavros Archondakis; Laboratory Management Information Systems: Current Requirements and Future Perspectives; IGI Global; 1. Edition; 2014-07-31; ISBN 978-1-4666-6320-6.
- Stavros Kromidas; Bedeutung eines LIMS in der Qualitätssicherung. In: Stavros Kromidas (Hrsg.): Qualität im analytischen Labor: Qualitätssicherungssysteme Maßnahmen zur Qualitätssicherung. Der ganzheitliche Qualitätsgedanke. VCH Verlagsgesellschaft, Weinheim 2009, ISBN 978-3-527-28683-6.